# 罗斯维塔·克劳泽
罗斯维塔·克劳泽（德語：Roswitha Krause，1949年11月3日—），德国女子手球、游泳运动员。她曾代表东德参加1968年、1976年和1980年夏季奥林匹克运动会，获得二枚银牌和一枚铜牌。